# L’éclipse du soleil en pleine lune
L'éclipse du soleil en pleine lune (ang. The Eclipse: Courtship of the Sun and Moon) – francuski krótkometrażowy film z 1907 roku w reżyserii Georges'a Mélièsa.